# Future Shock (스트라토바리우스의 노래)
Future Shock는 스트라토바리우스의 첫 번째 싱글 음반이다. 1988년 CBS 핀란드 레이블을 통해 발매되었다.

## 수록곡
전체 작곡: 티모 톨키
| #             | 제목               | 작사          | 재생 시간 |
| ------------- | ------------------ | ------------- | --------- |
| 1.            | 〈"Future Shock"〉 | 라실라        | 3:19      |
| 2.            | 〈"Witch-Hunt"〉   | 톨키, 라실라  | 5:34      |
| 총 재생 시간: | 총 재생 시간:      | 총 재생 시간: | 7:52      |

## 구성원
- 티모 톨키 - 기타, 보컬
- 유루키 렌토넨 - 베이스
- 투오모 라실라 - 드럼, 퍼커션